# Bezirk Böhmisch Leipa (Königreich Böhmen)
Der Bezirk Böhmisch Leipa (tschechisch Okresní hejtmanství Česká Lipa, politický okres Česká Lípa) war ein Politischer Bezirk im Kronland Böhmen. Der Bezirk umfasste Gebiete im Norden Böhmens im Okres Česká Lípa. Sitz der Bezirkshauptmannschaft war die Stadt Böhmisch Leipa (Česká Lípa). Das Gebiet gehörte seit 1918 zur neu gegründeten Tschechoslowakei und ist seit 1993 Teil Tschechiens.

## Geschichte
Die modernen, politischen Bezirke der Habsburgermonarchie wurden 1868 im Zuge der Trennung der politischen von der judikativen Verwaltung geschaffen.
Der Bezirk Böhmisch Leipa wurde 1868 aus den Gerichtsbezirken Böhmisch Leipa (tschechisch soudní okres Česká Lipa), Haida (Hajda) und Niemes (Mimoň) gebildet.
Im Bezirk Böhmisch Leipa lebten 1869 72.214 Personen, wobei der Bezirk ein Gebiet von 11,0 Quadratmeilen und 74 Gemeinden umfasste.
1900 beherbergte der Bezirk 71.627 Menschen, die auf einer Fläche von 640,64 km² bzw. in 88 Gemeinden lebten.
Der Bezirk Böhmisch Leipa umfasste 1910 eine Fläche von 640,60 km² und eine Bevölkerung von 73.493 Personen. Von den Einwohnern hatten 1910 70.507 Deutsch als Umgangssprache angegeben, 2.180 waren tschechischsprachig und 806 anderssprachig oder staatsfremd. Zum Bezirk gehörten drei Gerichtsbezirke mit insgesamt 91 Gemeinden bzw. 97 Katastralgemeinden.

## Gemeinden
Der Bezirk Böhmisch Leipa umfasste Ende 1914 die 91 Gemeinden Drausendorf (Druzcov), Kleinaicha (Dubice), Falkenau (Falknov), Hammer (Hamr na Jezeře), Hermsdorf (Heřmaničky), Hohlen (Holany), Hultschken (Holičky), Oberkrupai (Horní Krupá), Oberliebich (Horní Libchava), Oberpolitz (Horní Police), Kummer (Hradčany nad Ploučnicí), Höflitz (Hvězdov), Gablonz (Jablonec), Johannesthal (Janův Důl), Habstein (Jestřebí), Neustadtl (Jezvé), Deutsch Kamnitz (Kamenice), Karsch (Karasy), Kessel (Kotel), Kosel (Kozly), Kridai (Křída), Hühnerwasser (Kuřívody), Quitkau (Kvítkov), Jägersdorf (Lada), Bad Kunnersdorf (Lázně Kundratice), Lindenau, Lauben (Loubí), Luh (Luhov), Manisch (Manušice), Niemes (Mimoň), Nahlau (Náhlov), Neudörfl (Nová Ves), Neuland (Noviny pod Ralskem), Haida (Nový Bor), Woken (Okna), Schaiba (Okrouhlá), Wolschen (Olšina), Oschitz (Osečná), Halbehaupt (Palohlavy), Barrdorf am Rollberge (Pertoltice pod Ralskem), Pihl (Pihel), Pießnig (Písečná), Plauschnitz (Ploužnice), Blottendorf (Polevsko), Proschwitz (Proseč), Mickenhan (Provodín), Schossendorf (Radeč), Rodowitz (Radvanec), Schönborn, Langenau (Skalice), Bürgstein (Sloup), Sonneberg (Slunečná), Künast (Sosnová), Altschiedel (Staré Šídlo), Wartenberg (Stráž pod Ralskem), Straußnitz (Stružnice), Drum (Drmy), Schwaben (Šváby), Schwabitz (Svébořice), Zwitte (Svitava), Schwoika (Svojkov), Ujest (Újezd), Waltersdorf (Valteřice), Wellnitz (Velenice), Großgrünau (Velký Grunov), Wesseln (Veselí), Leskenthal (Vítkov u Dobranova), Wolfsthal (Vlčí Důl), Wolfersdorf (Volfartice), Rebendorf bzw. Rabendorf (Vranov), Sabert (Zábrdí), Neugarten (Zahrádky), Reichstadt (Zákupy), Sandau (Žandov), Schiedel (Židlov) und Schießing (Žizníkov).